# Kermit
Kermit (engelsk: Kermit the Frog) er en grøn stofdukke af en frø; han er en af dukkefører Jim Hensons mest succesrige skabninger og stammer fra TV-serien Muppets. Kermit sås første gang på skærmen i 1955. Jim Henson lagde selv stemme til Kermit frem til sin død i 1990; efterfølgende har andre lagt stemme til frøen. 
Kermit er et oprindeligt irsk fornavn, der betyder "uden misundelse eller jalousi."

## Anerkendelse
Kermit har opnået at få sin egen stjerne på Hollywood's Walk of Fame.